# Provincia de Carrasco
La provincia de Carrasco es una provincia boliviana situada en el centro del país en el departamento de Cochabamba. Tiene un área de 15.045 km² y una población de 135.484 habitantes (según el Censo INE 2012). La capital provincial es la ciudad de Totora.

## Historia
Las primeras referencias sobre la provincia de Totora, ahora provincia de Carrasco, datan de 1639, cuando por iniciativa del terrateniente Fernando García Murillo se había instituido una capellanía en Totora, constituyéndose apenas como curato dependiente del partido de Mizque. Al finalizar el siglo XVIII fue elevado a rango de parroquia. Pasado el largo periodo de las guerras de la independencia, fue elevada a rango de cantón. Solo desde el año de 1876 pasó a constituirse en capital de provincia después de desgajarse de la provincia de Mizque.
La provincia de Carrasco debe su nombre al abogado y periodista boliviano José Carrasco Torrico (1863-1921), que fue el vicepresidente de Bolivia bajo la presidencia de Ismael Montes. Fue así que la provincia fue renombrada a provincia de Carrasco mediante la ley del 14 de septiembre de 1926, durante el gobierno de Hernando Siles.
Totora sufrió una gran adversidad el 22 de mayo de 1998, cuando junto a Aiquile y Mizque, fue violentamente sacudido por un terremoto de magnitud de 5.9 grados.
su historia hace referencia a la provincia de totora

## Estructura
La provincia de Carrasco está dividida en 6 municipios,:
- Totora
- Pojo
- Pocona
- Chimoré
- Puerto Villarroel
- Entre Ríos

## Demografía
De acuerdo con el censo boliviano de 2024, la población de la provincia de Carrasco es de 176 061 habitantes.
La población de la provincia se ha más que duplicado en las últimas tres décadas:
| Población histórica de la provincia de Carrasco | Población histórica de la provincia de Carrasco | Población histórica de la provincia de Carrasco | Población histórica de la provincia de Carrasco | Población histórica de la provincia de Carrasco |
| Año                                             | Habitantes                                      | Crecimiento Intercensal                         | Censo de Población                              | Ref.                                            |
| ----------------------------------------------- | ----------------------------------------------- | ----------------------------------------------- | ----------------------------------------------- | ----------------------------------------------- |
| Siglo XX                                        |                                                 |                                                 |                                                 |                                                 |
| 1900                                            | 22 829                                          | Sin cambios                                     | Censo boliviano de 1900                         | [ 5 ]                                           |
| 1950                                            | 26 937                                          | + 17,99 %                                       | Censo boliviano de 1950                         | [ 6 ]                                           |
| 1976                                            | 46 461                                          | + 72,48 %                                       | Censo boliviano de 1976                         | [ 6 ]                                           |
| 1992                                            | 77 814                                          | + 67,48 %                                       | Censo boliviano de 1992                         | [ 6 ]                                           |
| Siglo XXI                                       |                                                 |                                                 |                                                 |                                                 |
| 2001                                            | 115 741                                         | + 48,74 %                                       | Censo boliviano de 2001                         | [ 6 ]                                           |
| 2012                                            | 135 484                                         | + 17,05 %                                       | Censo boliviano de 2012                         | [ 6 ]                                           |
| 2024                                            | 176 061                                         |                                                 | Censo boliviano de 2024                         | [ 4 ]                                           |

| Evolución histórica de la población de la provincia de Carrasco (según los censos bolivianos y proyección de 2022) |
| --- |
| |